# Báo và phát thanh, truyền hình Nghệ An
Báo và Phát thanh – Truyền hình Nghệ An (tiếng Anh: Nghe An Newspaper and Radio – Television Station) là đơn vị sự nghiệp công lập trực thuộc Tỉnh ủy Nghệ An; là cơ quan ngôn luận của Đảng bộ, chính quyền và Nhân dân tỉnh Nghệ An; cầu nối thông tin giữa Đảng, chính quyền với Nhân dân. 
Báo và Phát thanh - Truyền hình Nghệ An thực hiện chức năng thông tin, tuyên truyền, hoạt động báo chí, truyền thông theo quy định của Đảng, pháp luật của Nhà nước với các loại hình báo in, báo điện tử, phát thanh, truyền hình và các nền tảng truyền thông khác theo quy định của Đảng, pháp luật của Nhà nước.

## Lịch sử

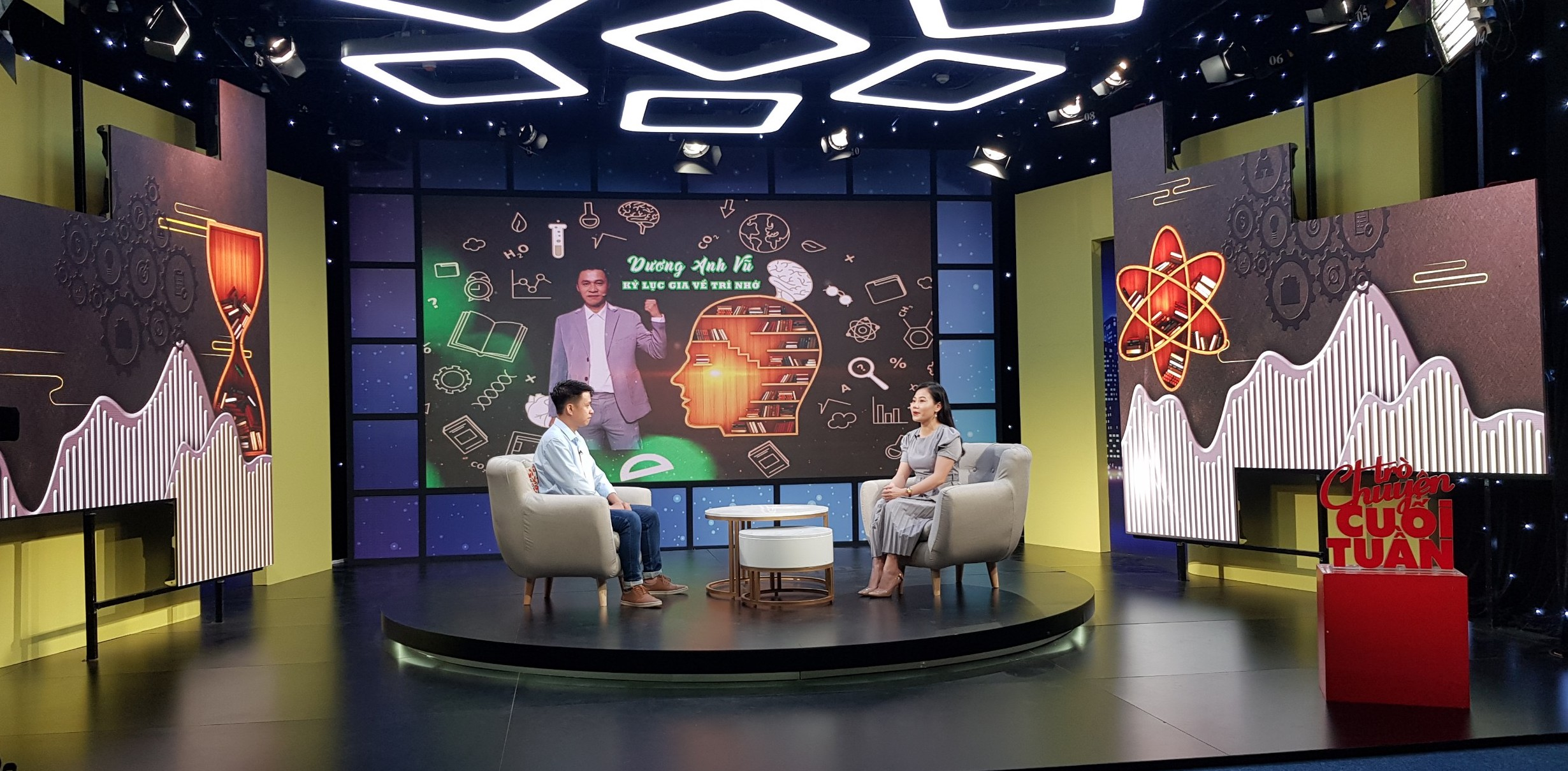
Trường quay của chương trình Trò chuyện cuối tuần trên Đài Phát thanh - Truyền hình Nghệ An - NTV, năm 2021

Ngày 07/09/1956, với một số ít thiết bị thô sơ như: máy ghi âm, máy thu thanh và tăng âm, Đài Truyền thanh Nghệ An đã chính thức phát sóng chương trình truyền thanh đầu tiên.
Ngày 09/12/1961 đánh dấu bước trưởng thành của Đài Truyền thanh Nghệ An khi lần đầu tiên tự tin thực hiện chương trình trực tiếp một sự kiện đặc biệt quan trọng. Đó là Lễ mít tinh đón Bác Hồ về thăm quê hương, chuyển chân thật tiếng nói ấm áp của Bác tới mọi người, mọi nhà ở thị xã Vinh và vùng phụ cận.
Tháng 10/1965, Ty Thông tin Nghệ An được thành lập với đội ngũ cán bộ nòng cốt là phóng viên, kỹ thuật viên từ Đài Truyền thanh Nghệ An. Những năm tháng Đế quốc Mỹ leo thang đánh phá miền Bắc, Thành phố Vinh và nhiều địa điểm như Cầu Cấm, Truông Bồn, Rú Nguộc… trở thành mục tiêu ném bom ác liệt của không quân Mỹ.
Ngày 01/05/1975, Đài Phát thanh Nghệ An đã tường thuật thành công Lễ mít tinh mừng thống nhất đất nước, làm nhân thêm niềm vui lớn của mọi người, mọi nhà. Tháng 1/1976, với sự hợp nhất hai tỉnh Nghệ An - Hà Tĩnh, Đài được tổ chức lại thành Đài Phát thanh Nghệ - Tĩnh, trực thuộc Ty Thông tin của tỉnh.
Ngày 07/09/1976, Trung ương có chủ trương thành lập Đài Truyền hình Vinh trực thuộc Uỷ ban PT-TH Việt Nam. Đây là một trong số ít đài khu vực sớm nhất của cả nước. Và ngày 03/02/1977, buổi phát sóng truyền hình đen trắng đầu tiên được thực hiện thành công trong niềm vui, phấn khởi của người dân thành phố Vinh và một số vùng phụ cận.
Tháng 3/1978, thực hiện chủ trương của Chính phủ, Đài Truyền hình Vinh được chuyển về trực thuộc tỉnh. Hai Đài Phát thanh - Truyền hình được hợp nhất thành Đài PT-TH Nghệ Tĩnh.
- Năm 1991: Thiết bị thu phát trực tiếp TVRO được lắp đặt đã chấm dứt thời kỳ nhận chương trình của Đài TW qua bưu chính, góp phần nâng cao thời lượng, chất lượng cho các chương trình PT-TH.
Tháng 9/1991, tỉnh Nghệ - Tĩnh được chia tách thành hai tỉnh Nghệ An và Hà Tĩnh. Trong khó khăn thiếu thốn của những ngày tháng ấy và đến hôm nay, hai đài Nghệ An, Hà Tĩnh vẫn luôn gắn bó, quan tâm giúp đỡ nhau về chuyên môn nghiệp vụ, giành được nhiều thành tích đáng kể, góp phần tích cực vào thực hiện thắng lợi nhiệm vụ phát triển KT-XH của 2 tỉnh.
Từ buổi đầu còn thực hiện nhiệm vụ truyền thanh và phát sóng truyền hình đen trắng, đến nay Đài PT-TH Nghệ An đã có bước phát triển mạnh mẽ với hạ tầng kỹ thuật hiện đại. Đài PT-TH Nghệ An đã phát sóng vệ tinh với gần chục mạng cáp số, internet phủ sóng toàn cầu.
- Ngày 19/05/1995: Chương trình của Đài THVN và Truyền hình Nghệ An được phát qua máy phát hình quốc gia Thomson 5KW.
- 09/1995: Liên hoan PT-TH Nghệ An chính thức được tổ chức lần đầu tiên.
- 01/01/2004: Đài PT-TH Nghệ An chính thức lấy năm 2004 làm năm Phát thanh Nghệ An, mở ra một bước phát triển mới cho Phát thanh Nghệ An, Truyền thanh huyện và Đài TTCS trrong toàn tỉnh.
- Tháng 12/2003 đến 09/2004: Đài PT-TH Nghệ An thực hiện dự án ODA - Đan Mạch đầu tư "Hệ thống sản xuất chương trình truyền hình kỹ thuật số" với các trang thiết bị hiện đại. Chính thức đưa vào sử dụng ngày 01/10/2004, từ đây, PT-TH Nghệ An có điều kiện tăng thời lượng phát sóng và sản xuất thêm nhiều chương trình mới, hấp dẫn.
- Tháng 5/2006: Chương trình Thời sự Phát thanh hàng ngày (buổi trưa) bắt đầu được thực hiện phát thẳng trực tiếp.
- Ngày 21/01/2009: Truyền hình Nghệ An được phát trên vệ tinh Vinasát 1.
- Ngày 15/04/2009: Chương trình thời sự Truyền hình Nghệ An (NTV) buổi trưa từ 11h30-12h00 chính thức được sản xuất phát thẳng trực tiếp.
- Ngày 01/09/2009: Cả hai bản tin thời sự Truyền hình (NTV) chính trong ngày đều được sản xuất phát thẳng trực tiếp.
- Năm 2009: Đài PT-TH Nghệ An thực hiện kỷ lục 229 cuộc Truyền hình trực tiếp.
- Ngày 05/02/2010: Phát thanh Nghệ An được phát trên Vệ tinh Vinasát 1.
- Ngày 21/06/2010: Trang thông tin điện tử tổng hơp của Đài PT-TH Nghệ An tại địa chỉ: www.truyenhinhnghean.vn chính thức đi vào hoạt động.
- Ngày 10/06/2013: Kênh YouTube Nghệ An TV chính thức hoạt động.
- Ngày 19/05/2018: NTV chính thức phát sóng độ nét HD
- Tháng 9/2018: Kênh YouTube Nghệ An TV đạt giải thưởng Người sáng tạo Bạc.
- Tháng 3/2020: Đài chính thức ra app NTV Go của Đài Phát thanh – Truyền hình Nghệ An.
- Ngày 19/03/2020, NTV sẽ tạm dừng một số chương trình do COVID-19 bùng phát, còn giờ lịch phát sóng chương trình phát thanh vẫn giữ nguyên (5h - 24h) và chương trình truyền hình vẫn giữ nguyên (24/24h hằng ngày), một số chương trình sẽ phát sóng khi có thông báo mới.
- Từ ngày 9/8/2021: Đài Phát thanh - Truyền hình Nghệ An sản xuất và phát sóng Bản tin số 18h hằng ngày trên tất cả các nền tảng số của Đài. Cũng ngày Đài Phát thanh - Truyền hình Nghệ An sản xuất Bản tin Dự Báo Thời Tiết hoàn toàn mới, ngay sau khi kết thúc Chương Trình Thời Sự 19h45.
- Từ 11/10/2021: NTV ra mắt giao diện website truyenhinhnghean.vn mới với nhiều tính năng hiện đại, thân thiện.
- Từ ngày 15/08/2022: Đài Phát thanh - Truyền hình Nghệ An chính thức thay đổi Bản tin số 18h sang Bản tin Nhịp sống 24h phát sóng trực tiếp lúc 18h30 (thay thế cho Bản tin Chiều) trên sóng truyền hình và các nền tảng số của Đài.
- Từ ngày 1 tháng 5 năm 2025, Đài Phát thanh - Truyền hình Nghệ An sáp nhập với Báo Nghệ An thành Báo và Đài Phát thanh - Truyền hình Nghệ An.

## Nhạc hiệu và lời xướng
Đầu buổi phát sóng mỗi ngày (4h57) và đầu các khung giờ 13h và 19h (trước năm 2019 ở các khung giờ 4h57, 9h, 15h30 và 19h) trên các kênh phát thanh của Đài đều có phát một đoạn nhạc không lời gọi là "nhạc hiệu" của Đài cùng một câu giới thiệu tên gọi và vị trí của Đài được gọi là "lời xướng" do các phát thanh viên gồm một nam và một nữ lần lượt đọc. Nhạc hiệu của Đài là bài "Tiếng hò trên đất Nghệ An" của Cố nhạc sỹ Tân Huyền, được dùng từ khi thành lập Đài cho đến nay.
| “ | Đây là Đài Phát thanh Nghệ An. | ” |

Buổi phát sóng Thời sự Nghệ An (5h30, 11h30, 15h30 (hoặc 15h15), 17h30 và 21h) nhạc hiệu và lời xướng sẽ khác đi một chút vẫn là do các phát thanh viên gồm một nam và một nữ lần lượt đọc.
| “ | Đây là chương trình Thời sự Phát thanh của Đài Phát thanh Nghệ An. | ” |

## Các kênh

### Phát thanh
- FM 99,6 Mhz[7] : Đài Phát thanh Nghệ An phát sóng từ 5h - 24h (19/24h) hàng ngày (riêng máy phát analog thu sóng trên chiếc radio, tay nghe cắm điện thoại tích hợp ứng dụng radio FM và ứng dụng radio FM tích hợp trên ô tô thì đài chỉ phát từ 5h - 22h30). (Hoà sóng 2 buổi: 16h00 - 16h45 Thứ 3 & Thứ 7, 10h15 - 11h00 Thứ 4) (Tiếp âm Đài Tiếng nói Việt Nam 4 buổi: 06h00 - 07h00, 12h00 - 13h00, 18h00 - 19h00, 22h30 - 24h00) (Tiếp âm Đài Tiếng nói Nhân dân Thành phố Hồ Chí Minh là chương trình Hoà sóng cùng VOH vào lúc 14h00 Thứ Sáu)

### Truyền hình
- NTV: Kênh Truyền hình Nghệ An phát sóng 24/24h hàng ngày. Ngày 19/05/2018 chính thức lên sóng HD (Hoà sóng 2 buổi: 16h00 - 16h45 Thứ 3 & Thứ 7, 10h15 - 11h00 Thứ 4) (Tiếp sóng VTV1 3 buổi: 05h30 - 06h20, 19h00 - 19h45 hoặc 19h30 (khi Đài triển khai chương trình trực tiếp, trực tiếp sự kiện hoặc một số đài khác).
- VTVCab: Kênh 79
- SCTV: DVB-T2 Hà Nội và TP.HCM
- HTVC: Kênh 130
- VTC Digital: Kênh 53
- NACab: Kênh 10
- DVB-T2 - VTV: Kênh 25 - UHF tại Nghệ An, Hà Tĩnh, Kon Tum, Vùng Đồng Bằng.
- MyTV - VNPT: Kênh 371 (SD)(MyTV hiện không hỗ trợ phát sóng trên các kênh SD), Kênh 372 (HD)
- Viettel TV: Kênh 240
- K+: Kênh 339 (tiếp phát hạ tầng VTC Digital)
- FPT: Kênh 159
- Truyền hình OTT: VieON, Onme, VTVgo, VTC Now, FPT Play, TV360, FPT Play Box, MyTV net, App K+, Clip TV, VTVCab ON.
- Truyền hình Vinasat-1
- Trang web www.truyenhinhnghean.vn
- App NTV Go của Đài Phát thanh – Truyền hình Nghệ An

## Logo

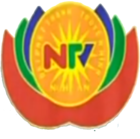
Logo sử dụng từ 19/05/1995 - 19/06/2009
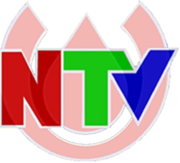
Logo sử dụng từ 20/06/2009 - 31/07/2013
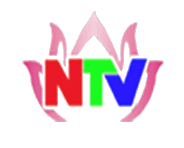
Logo sử dụng từ 01/08/2013 - 15/06/2014
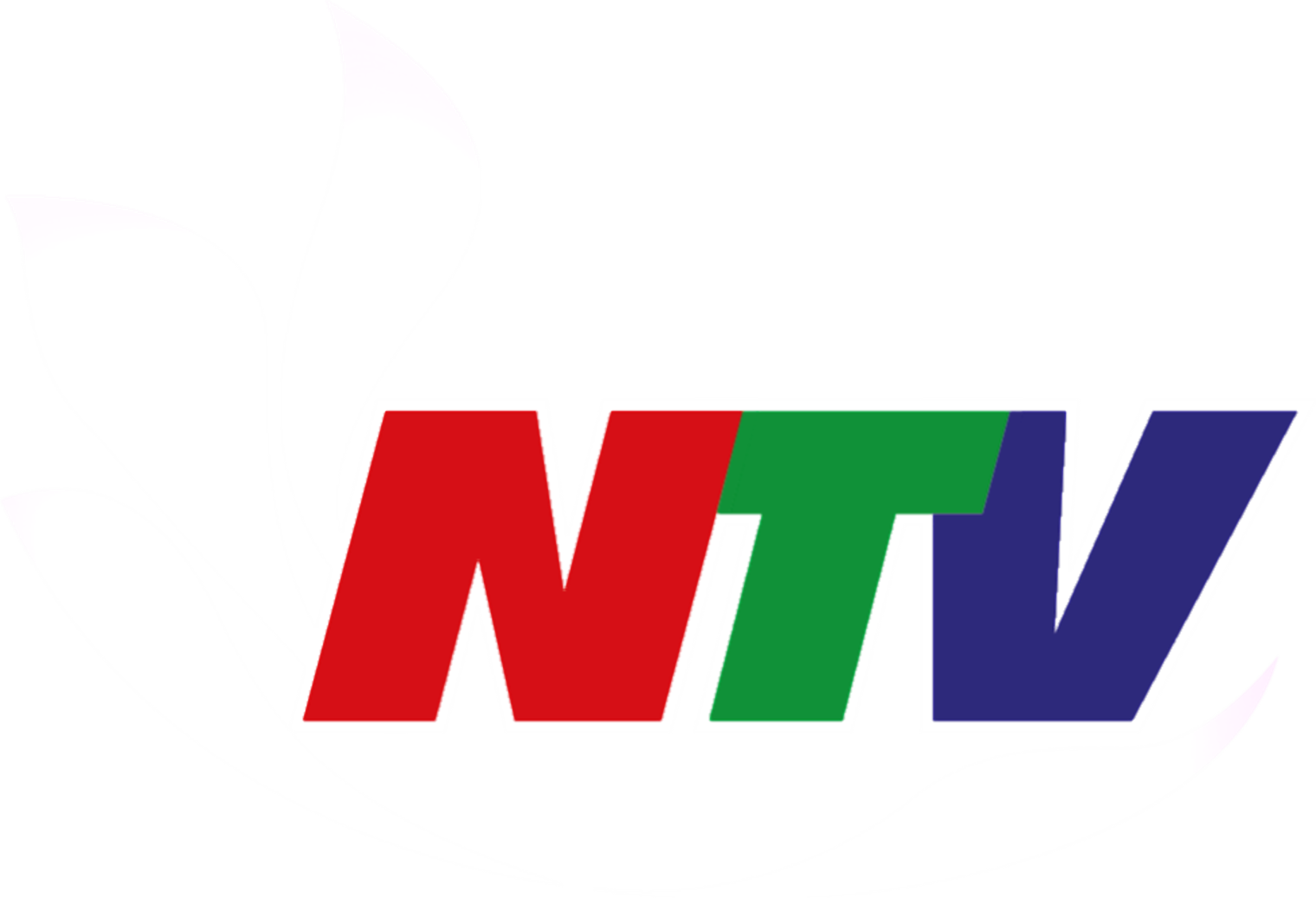
Logo sử dụng từ 16/06/2014 - 18/05/2018
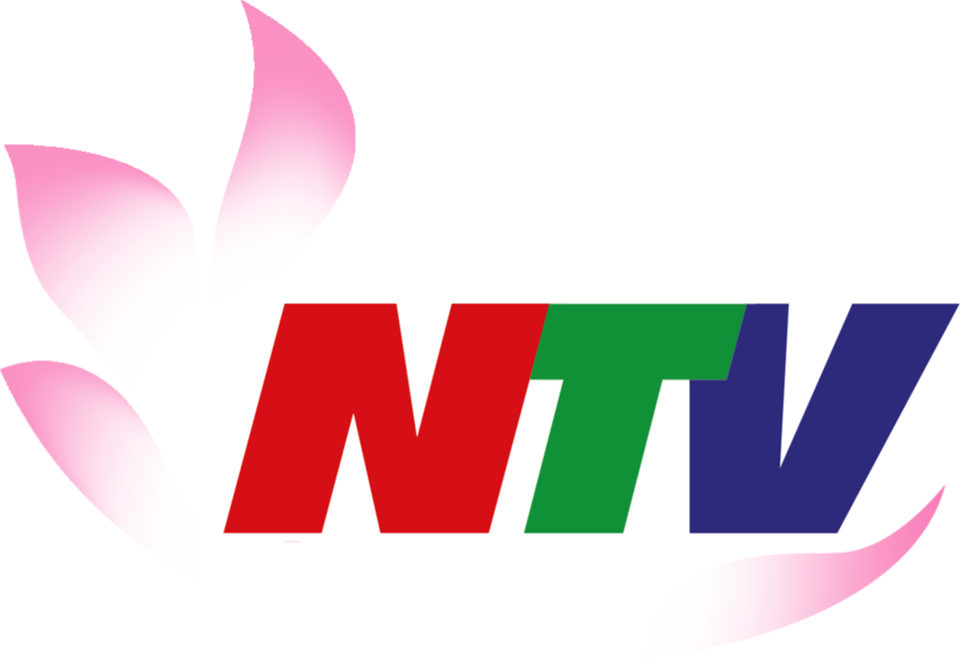
Logo sử dụng từ 19/05/2018 - nay
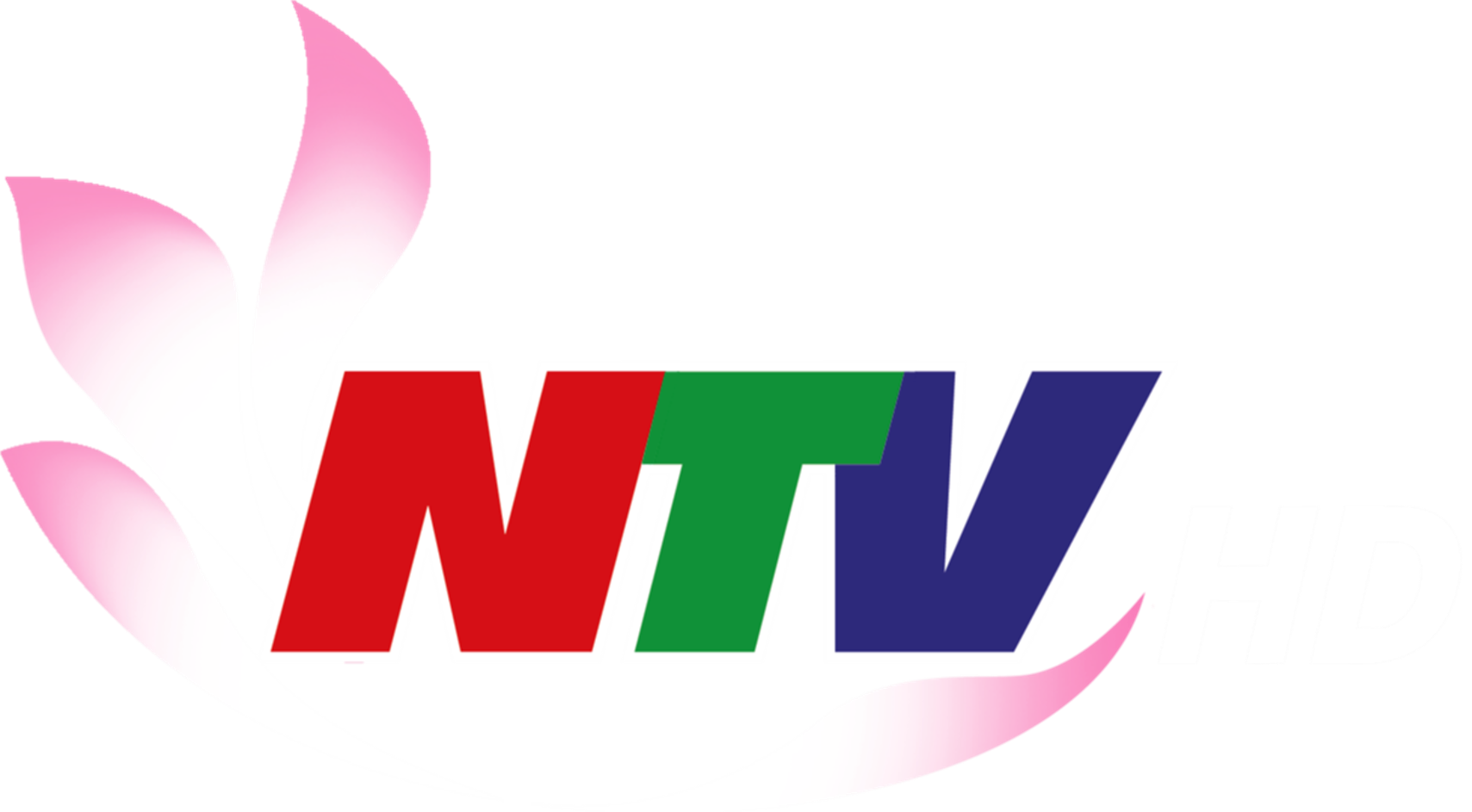
Logo HD chính thúc sử dụng từ 01/06/2018 - nay
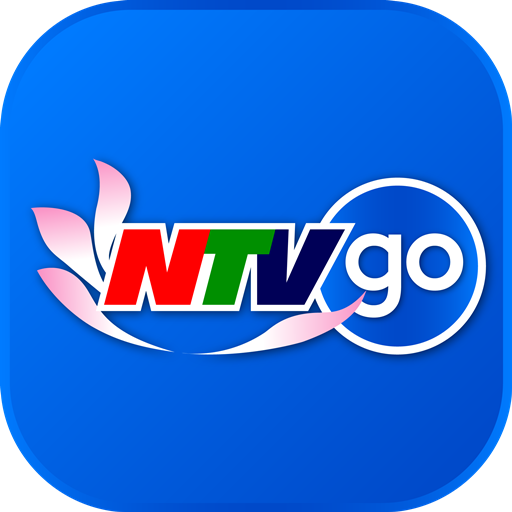
Biểu tượng của App NTV Go của Đài Phát thanh – Truyền hình Nghệ An

## Thành tích
Từ năm 2012 - 2015, Đài đã giành được 01 giải A, 02 giải B, 03 giải C giải báo chí quốc gia; đạt 12 giải vàng, 11 giải bạc Liên hoan PT-TH toàn quốc; được Đài THVN, Đài TNVN đánh giá là đài tốp đầu trong hệ thống các đài cấp tỉnh về chất lượng nội dung, phát triển cơ sở vật chất kỹ thuật, sự năng động sáng tạo và tính chuyên nghiệp.
Ghi nhận nỗ lực phấn đấu và những đóng góp tích cực của các thế hệ CBVC ngành PT-TH Nghệ An nói chung, của Đài PT-TH tỉnh nói riêng trong 60 năm qua, Đảng, nhà nước đã trao tặng cho Đài nhiều danh hiệu cao quý: Huân chương độc lập hạng Ba, Huân chương lao động hạng Nhất, Huân chương lao động hạng Nhì, Huân chương lao động hạng Ba; Cờ đơn vị dẫn đầu phong trào thi đua của Chính phủ, của Bộ TT-TT, Đài TNVN, Đài THVN; được Tỉnh ủy, UBND tỉnh Nghệ An tặng nhiều bằng khen…